# Bajala
Bajala là một thị trấn thống kê (census town) của quận Dakshina Kannada thuộc bang Karnataka, Ấn Độ.

## Nhân khẩu
Theo điều tra dân số năm 2001 của Ấn Độ, Bajala có dân số 9960 người. Phái nam chiếm 49% tổng số dân và phái nữ chiếm 51%. Bajala có tỷ lệ 76% biết đọc biết viết, cao hơn tỷ lệ trung bình toàn quốc là 59,5%: tỷ lệ cho phái nam là 81%, và tỷ lệ cho phái nữ là 71%. Tại Bajala, 12% dân số nhỏ hơn 6 tuổi.